# Neptunussnäcka
Neptunussnäcka (Neptunea antiqua) är en snäckart som först beskrevs av Carl von Linné 1758.  Neptunussnäcka ingår i släktet Neptunea och familjen valthornssnäckor. Arten är reproducerande i Sverige. Inga underarter finns listade i Catalogue of Life.

## Bildgalleri

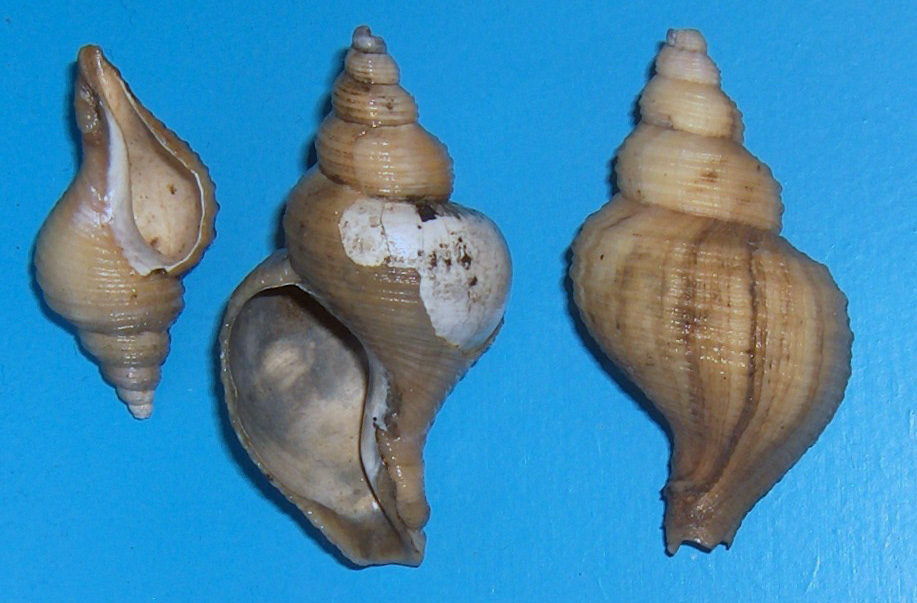
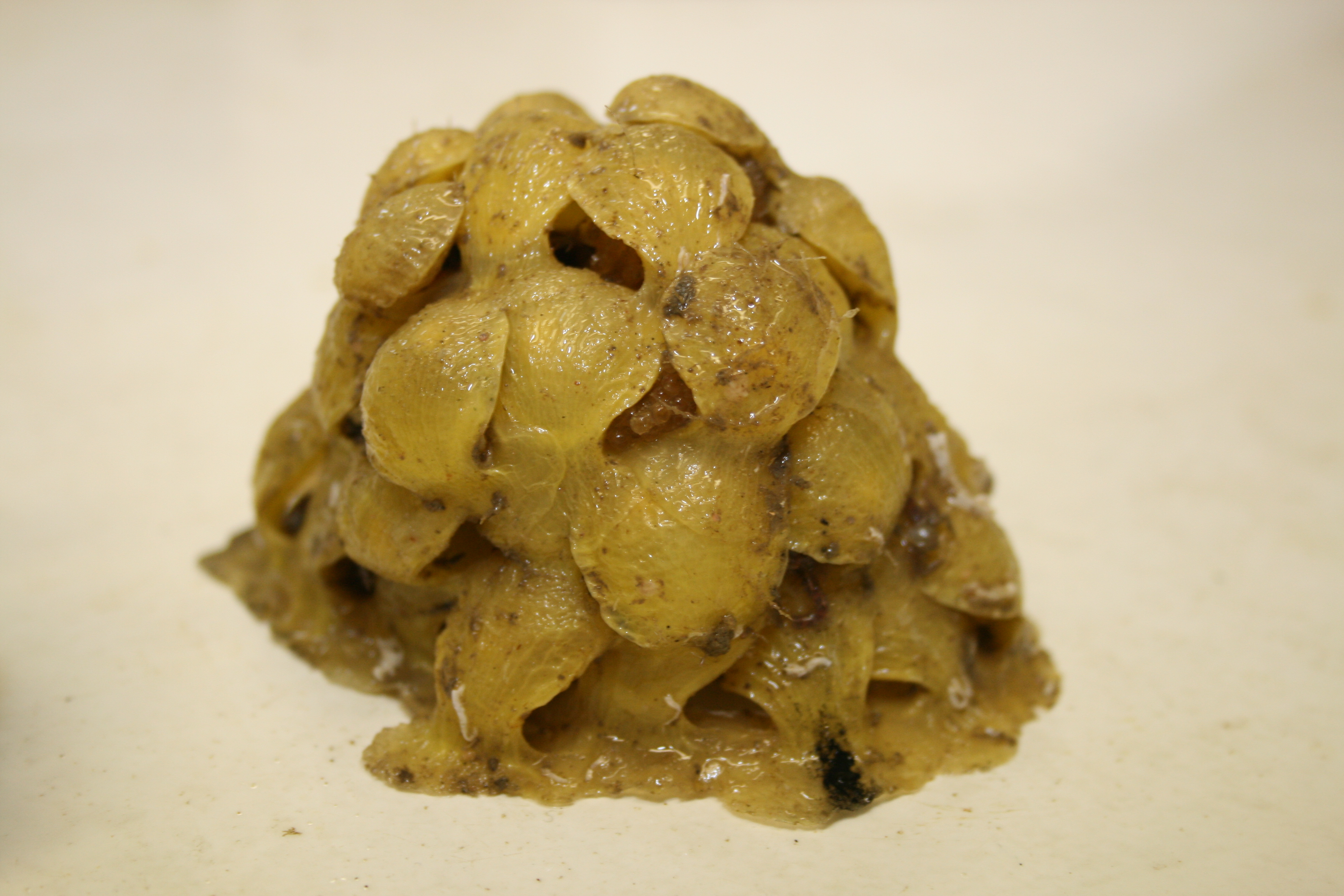